# 산젠인 나기
산젠인 나기(일본어: 三千院 凪, 三千院 ナギ)는 만화 및 이를 원작으로 하는 애니메이션 《하야테처럼!》에 등장하는 가공의 인물이다. 애니메이션판 성우는 쿠기미야 리에이다. 대한민국에서는 애니맥스에서 방영했으며 성우는 김서영이다.

## 프로필
- 생일 : 1991년 12월 3일
- 혈액형 : AB형
- 나이 : 13세
- 키 : 138 cm
- 몸무게 : 29 kg
- 좋아하는 것, 특기 : 만화 (읽는 것도 그리는 것도), 금융, 학문
- 약점 : 매운 것, 어두운 방, 운동

## 인물
산젠인 가의 아가씨. 이름은 ‘이 세상의 모든 것을 무찔러라’(この世のすべてをナギ倒せ) 라는 의미로 어머니가 지어줬다. 공원에서 하야테에게 유괴될 뻔했을 때 하야테의 말을 사랑의 고백으로 오해하고 한눈에 반해, 하야테를 집사로 고용한다. 아버지는 태어나기 전에 타계. 어머니는 1997년 3월 13일에 타계하였고, 유일한 가족은 산젠인 미카도(할아버지) 밖에 없다. 어릴 때부터 영재 교육을 받아와 현재 하쿠오 학원에서 월반하여 하야테와 같은 고등학생이다. 2학년으로 진급했을 때에도 하야테와 같은 반이 되었다. 동아리는 검도부(유령 부원)와 동영상 연구부에 가입하였다. 8개 국어를 사용할 수 있으며(일본보다 국외에 더 오래 있었다), 가라오케에서 100점을 받을 정도의 가창력을 가지고 있다. 경제학에도 능통하여, 본인 말로는 ‘산젠인가 유산이 없어도 WBS와 주식시장이 있으면 돈 걱정 없이 살 수 있다’고 한다. 산젠인 가에서 유산을 노리고 나기를 공격하는 자들이 있었고, 유산 때문에 노려지는 일이 많고 부모님 없이 자라온 영향 때문인지 외출을 꺼리고 낯가림이 심하다.

### 성격
매우 기가 세고, 낯가림이 심하며 솔직하게 인사하거나 사과하지를 못한다. 이야기 초반에 내쫓은 하야테를 다시 맞이하러 갔을 때도 말하기 어려워서 인지 눈이 가려지는 가면을 쓰고 ‘마스크 더 머니’라 자칭하여 하야테 앞에 나타났었다.
작품 내에 최고의 재벌답게 금전 감각이 보통 사람들보다 떨어져, 3000만 엔 우마차를 카드로 구입하고, 주식으로 200억 엔의 손실을 입어도 아무렇지도 않아 한다. 2권에선 ‘1엔도 소중히 여겨야 한다’라고 말을 해놓고 1엔 동전을 몰랐었을 정도.

### 용모
금발에 아래쪽으로 묶은 트윈 테일. 13살 나이치곤 키가 작다. 보트로 낚시하고 있을 때 나기가 물에 빠지지 않도록 잡고 있던 하야테가 ‘새끼 고양이를 안고 있는 것 같다’라고 했다. 본인도 키 때문에 고민하고 있으며, 13살이므로 그다지 신경 쓸 필요 없지만, 가슴이 작다는 점도 신경이 쓰이는 것 같다. 매일 아침 우유를 마시고 있지만, 키도 가슴도 성장하지 않고 있다. (하야테와 사쿠야는 나기에게 발육이 나쁘다고 했다) 옷은 초반엔 재벌답게 고급스러운 옷을 입었지만 후반부에선 주로 캐주얼 복장을 즐겨입는다. 잠옷도 네글리제에서 파자마로 변경되었다.

### 취미
만화, 애니메이션, 게임을 매우 좋아하고, 유행에 매우 민감하고, 애니메이션 관련 상품도 보유하고 있다. 때론 만화로부터 인생철학을 받기도 해 그것을 타인에게도 말하려 하며, 자기 자신도 만화를 직접 그리고 있다. 게임은 특히 넷 게임을 좋아한다. (플○방과 드○캐스트방이 따로 있을 정도이다.) 미키와 리사의 말대로는 신작 게임이 출시되는 날이라 결석한 적도 있다고 한다.
노트북 PC(VAIO)도 작품 내에서 몇 번 등장하며, amazon에서 쇼핑을 하기도 하는 듯하다. SP를 시켜 몰래 BL동인지를 사오도록 시키기도 한다.

## 대인 관계
낯가림이 심하고, 사람과 얽히고 싶지 않아 하기 때문에 교제는 서툴다. 사람이 많은 장소를 싫어하고 친구도 많지 않지만 본인은 별로 상관하지 않는다.

## 세기말전설 매지컬☆디스트로이
《세기말전설 매지컬☆디스트로이》(일본어: 世紀末伝説 マジカル☆デストロイ)는 나기가 집필 중인 미완성의 만화이다. 별이 된 선배를 구하기 위한 마법소녀 브리트니의 이야기를 다루고 있다.
브리트니 (ブリトニー)
성우 : 쿠기미야 리에 (나기가 그린 브리트니) / 시라이시 료코 (하야테가 그린 브리트니)
세기말전설 매지컬☆디스트로이의 주인공. 도안은 아무리봐도 남자지만, 여자라는 설정이다. ‘직업은 지극히 평범한 꽃집 주인’. 마법 왕국 히가시나카노 3가 출신이며, 일본도를 연상시키는 매지컬 스틱이 무기. 케이크를 매우 좋아한다. 작품 연상에 캐릭터로는 마리아가 나왔다.
하야테가 그린 브리트니는 마법소녀다운 모습을 하고 있지만, 내용이 불건전하고 너무 튼튼하단 이유로 퇴짜 맞았다. (하야테의 브리트니는 하야테가 신인 만화가상을 받을 당시 제출했던 만화에 등장하는 캐릭터로, 나기가 그린《세기말전설 매지컬☆디스트로이》의 브리트니와는 동명이라는 것을 제외하면 아무런 관련이 없다.)
산즈노카와(일본어: 三途ノ川)
브리트니에게 선배라 불리고 있다. 브리트니가 짝사랑하고 있지만, 산즈노카와에겐 이미 부인과 아들이 있다. 하지만 산즈노카와는 나쁜 마녀의 저주에 걸려 별의 모습이 되고 이로 인해 아내는 몸저 눕고 아들은 인터넷 대전 게임에서 질듯하면 로그아웃을 해버릴 정도로 불량해졌다. 작품 연상에 캐릭터로는 하야테가 나왔다.
현재는 별모양으로 브리트니와 여행중으로 브리트니에게 ‘선배를 별모양으로 놔두어 계속 같이 여행을 할지 인간 모습을 되찾아 가족에게 돌아가게 할지’ 갈등을 주고 있다.
낙오무사 대장군(일본어: 落ち武者大将軍)
12차원에서 나타났다. 한패인 암흑낙오무사와 함께 전인류를 일개미로 바꾸어 세계를 정복하려 한다. 그러기 위해 개미로 바꾼 다음의 일을 생각하고 선물시장에서 설탕 매점매석을 시작. 세계적인 설탕 파동이 일어난다.
초반의 적
이름 그대로 초반에 나타난 적. 브리트니를 쫓아 일본해(동해)까지 왔다. 스스로 ‘죄송합니다! 초반에 나타난 적이라 별로 강하지 않습니다!’라고 말했다. 다람쥐 같은 사람이 조종석에 타고 있다.
아기고양이
등에 날개가 있다. 나는 속도는 시속 23km, 달리는 속도는 마하 5. 달릴때에는 하반신이 사람 형태다. 이스미가 그린 캐릭터